# Beatriz Larrotcha Palma
Beatriz Larrotcha Palma   (Jaén, 4 de setembre de 1959 - Madrid, 3 de desembre de 2024) fou una diplomàtica espanyola i ambaixadora d'Espanya a Bèlgica des de 2018. És llicenciada en Dret i pertanyé a la carrera diplomàtica des de 1987.

## Biografia
Va ser destinada a les representacions diplomàtiques d'Algèria, Bèlgica i el Perú així com a la representació permanent d'Espanya davant la Unió Europea.
Va ser delegada del Ministeri d'Afers Exteriors al Comitè Organitzador Olímpic Barcelona'92, sotsdirectora general adjunta de Personal, subdirectora general d'Afers Patrimonials i assessora en la Inspecció General de Serveis, a l'Oficina d'Informació Diplomàtica i a la Direcció General d'Espanyols a l'Exterior i d'Assumptes consulars i Migratoris.
El 2012 va ser nomenada directora del Gabinet del Secretari d'Estat d'Afers Exteriors. Fou secretària general tècnica i Subsecretaria al Ministeri d'Afers Exteriors, Unió Europea i Cooperació.
L'octubre de 2018 fou citada a declarar per un presumpte delicte de prevaricació, amb relació a una querella del també diplomàtic Miguel Ángel Vecino.